# Pfarrkirche Seyfrieds

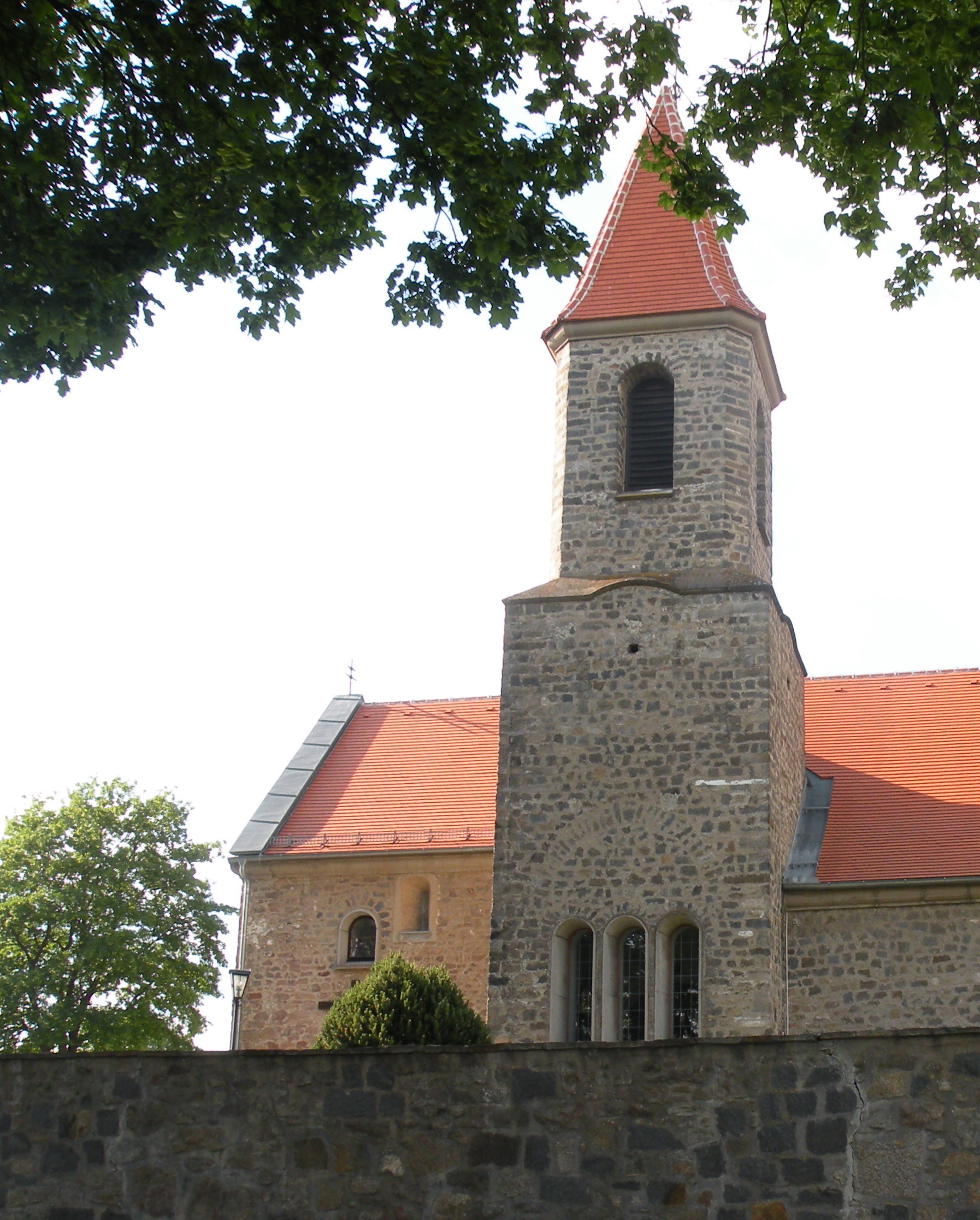
Pfarrkirche hl. Johannes der Täufer in Seyfrieds

Die römisch-katholische Pfarrkirche Seyfrieds steht im Ort Seyfrieds in der Stadtgemeinde Heidenreichstein in Niederösterreich. Die Pfarrkirche hl. Johannes der Täufer gehört zum Dekanat Gmünd in der Diözese St. Pölten. Die Kirche und der Friedhof stehen unter Denkmalschutz.

## Geschichte
Urkundlich wurde um 1330 Seyfrieds als Pfarre und Kirchort genannt. Die anfangs romanische Kirche wurde zur gotischen Hallenkirche verändert. Die Pfarre ging 1544 unter. 1784 wurde die Pfarre neu begründet. 1862 und 1895 waren Renovierungen. Von 1950 bis 1953 wurde nach den Plänen des Architekten Helmut Schopper mit einem neuen Langhaus und Chor und Südturm erweitert und dabei das alte Langhaus erhalten.

## Architektur
Die Kirche steht erhöht im Osten des Ortes Seyfrieds und ist von einem Friedhof mit Mauer umgeben. Das romanische Langhaus aus dem Ende des 12. Jahrhunderts hatte ehedem einen Dachreiter, die schlichte Westfassade zeigt sich als Bruchsteinmauerwerk mit Fischgrätlagen, die drei Rundbogenfenster im Westen und Süden wurden 1830 verändert, im Süden sind Reste eines romanischen Portales im Mauerwerk erkennbar.
Der Südturm mit einem Walmdach zeigt die Jahresangabe 1950. Im Osten wurde von 1950 bis 1953 an der Stelle des ehemaligen romanischen quadratischen Chores ein Langhaus mit einem eingezogenen Rechteckchor angebaut. Nordseitig an alten und neuen Langhaus wurde ein neuer Sakristeianbau angebaut. Der Neubau zeigt sich als unverputzter Bruchsteinbau mit Rundbogenfenstern und einem Kreisfenster im Osten.
Das alte Langhaus als anfänglicher romanischer Saalraum mit Flachdecke – die ehemaligen Balkenauflager sind erhalten – wurde in der 1. Hälfte des 15. Jahrhunderts zu einer zweischiffigen dreijochigen spätgotischen Halle mit Kreuzrippengewölben auf Achtseitpfeilern und Konsolen umgebaut. Der östliche Scheidbogen verzweigt sich als Dreistrahl. Der eingezogene runde Triumphbogen öffnet sich nun zum neuen Langhaus. Die zweiachsige kreuzrippenunterwölbte Orgelempore im alten Langhaus ist aus dem 15. Jahrhundert. An der Nordwand des alten Langhauses zeigen sich Fragmente einer Wandmalerei mit Heiligendarstellungen.
Das neue Langhaus ist eine dreischiffige Staffelhalle mit einer erhöhten Kassettendecke im Mittelschiff und mit Holzbalkendecken in den Seitenschiffen über Holzbalkenträgern aus Achtseitpfeilern. Hinter einem runden Triumphbogen ist ein erhöhter Rechteckchor mit einer flachen Holztonne im Fischgrätverband. Die Altarwand zeigt die Wandmalerei Kreuzigung vom Maler Franz Pitza (1953). Die Glasmalerei im Kreisfenster zeigt die Heilig-Geist-Taube.

## Ausstattung
Der Taufstein mit einer Figur Johannes der Täufer entstand um 1950/1960.
Die Orgel baute Franz Capek (1906). Eine Glocke wurde 1514 gegossen. Eine Glocke goss Ignaz Begl (1755).